# Евгений Савойский-Генуэзский
Евгений Савойский-Генуэзский (итал. Eugenio di Savoia-Genova), или Евгений Альфонс Карл Мария Иосиф Савойский-Генуэзский (итал. Eugenio Alfonso Carlo Maria Giuseppe di Savoia-Genova; 13 марта 1906, Турин — 8 декабря 1996, Сан-Паулу) — герцог Анконский, 5-й герцог Генуэзский в 1990—1996 годах. Представитель Генуэзской ветви Савойского дома. Сын Томмазо, герцога Генуэзского и Изабеллы, принцессы Баварской. Адмирал и сенатор Королевства Италия.

## Биография

### Ранние годы
Принц Эудженио Альфонсо Карло Мария Джузеппе родился в Турине 13 марта 1906 года. Он был четвёртым сыном и шестым ребёнком в семье принца Томмазо Альберто Витторио, 2-го герцога Генуэзского и принцессы Изабеллы Марии Елизаветы Баварской, дочери принца Адальберта Баварского.  31 мая 1906 года король Витторио Эмануэле III присвоил ему личный титул герцога Анконского.

### Военная карьера
В 1927 году поступил на службу в королевский военно-морской флота. В составе батальона «Сан-Марко» участвовал в войне с Эфиопией. После войны правительством был назначен комиссаром в итальянской Восточной Африке. Как и его братья, избегал участия в политической и общественной жизни страны. Возможно, это было вызвано пороком в развитии нёба, который мешал ему говорить

### Семья
Во дворце Нимфенбург в Мюнхене 29 октября 1938 года герцог сочетался браком с принцессой Лючией Бурбон-Сицилийской (9 июля 1908 — 3 ноября 2001), дочерью принца Фердинандо Пио Бурбон-Сицилийского, герцога Калабрийского, претендента на трон королевства Обеих Сицилий. В этом браке родилась единственная дочь:
- принцесса Мария Изабелла Элена Имаколата Барбара Анна Паче Савойская-Генуэзская (род. 23 июня 1943), в 1971 году сочеталась браком с Альберто Фриоли; брак было одобрен королём Умберто II, который присвоил отцу жениха, Гвидо Альдо Фриоли, титул графа Реццано.

### Поздние годы
В 1946 году, после упразднения монархии в Италии, герцог Анконский переехал в Бразилию, где занялся сельскохозяйственной промышленностью. В 1990 году, после смерти старшего брата, который умер, не оставив наследников, он унаследовал титул герцога Генуэзского.
Принц Эудженио Альфонсо Карло Мария Джузеппе Савойский, 5-й герцог Генуэзский умер в Сан-Паулу 12 августа 1996 года. Его похоронили в фамильном склепе Савойской династии в базилике Суперга.
Со смертью герцога, так как у него не было наследников мужского пола, а по традиции в Савойском доме титулы передаются исключительно по мужской линии, ветвь принцев Савойских-Генуэзских и герцогов Генуэзских угасла.

## Титул и награды
Герцог Генуэзский
Формы обращения
- 13 марта 1906 — 31 мая 1906 Его Королевское высочество, принц Эудженио Савойский-Генуэзский;
- 31 мая 1906 — 7 сентября 1990 Его Королевское высочество, принц Филиберто Савойский-Генуэзский, герцог Анконский;
- 7 сентября 1990 — 12 августа 1996 Его Королевское высочество, принц Филиберто Савойский-Генуэзский, герцог Генуэзский.

Награды
| - Кавалер Высшего ордена Святейшего Благовещения; - Кавалер Большого креста ордена святых Маврикия и Лазаря; - Кавалер Большого креста ордена Короны Италии; - Кавалер Большого креста священного военного константиновского ордена святого Георгия; | - Кавалер ордена святого Губерта (Баварское королевство); - Кавалер ордена Чёрного орла (Прусское королевство); - Кавалер Мальтийского ордена. |  |